# 21st Century Entertainment
La 21st Century Entertainment è una società di sviluppo e distribuzione di Software, del ramo videogiochi. Fondata nel 1991 e successore della defunta Hewson Consultants da Andrew Hewson. I suoi maggiori successi furono la saga di Pinball Dreams e lo sviluppo dei videogiochi di tipo simulatore di flipper. Fallita nel 1999 poi  Andrew Hewson fondò la Wise Owl Accountants.

## Giochi pubblicati
- Absolute Pinball
- Deliverance
- It's a Funny Old Game
- Marvin's Marvellous Adventure
- Moonfall
- Nebulus 2: Pogo a gogo
- Pinball 2000
- Pinball Builder: A Construction Kit for Windows
- Pinball Dreams
- Pinball Dreams 2
- Pinball Fantasies
- Pinball Dreams Deluxe
- Pinball Fantasies Deluxe
- Pinball Illusions
- Pinball Mania
- Pinball Madness 4
- Pinball Gold Pack
- Pinball World
- Rubicon
- Slam Tilt
- Slam Tilt Resurrection
- Synnergist
- Total Pinball 3D